# 장샤를 카스텔레토
장샤를 빅토르 카스텔레토(프랑스어: Jean-Charles Victor Castelletto, 1995년 1월 26일 ~ )은 리그 1의 낭트와 카메룬 국가대표팀에서 센터백으로 활약하고 있는 카메룬의 축구 선수이다.

## 구단 경력
2016년 7월, 카스텔레토는 벨기에 클뤼프 브뤼허 KV에서 레드 스타로 한 시즌 임대되었다.

### 낭트
낭트는 2020년 5월 26일에 공식적으로 도착한다. 그는 2023년까지 낭트와 3년 계약을 시작했다. 2021-2022년 시즌을 앞두고 AS 모나코를 상대로 동점골을 넣으며 낭트가 공국에서 승점을 챙길 수 있게 했다.
2022년 5월 7일, 낭트에서 열린 결승전에서 우승을 차지했다.
2024년 2월, 그의 낭트와의 계약은 두 시즌 연장되었고, 현재는 2028년 6월에 종료된다.

## 국가대표팀 경력
카스텔레토는 프랑스 청소년 국가대표였다. 카스텔레토는 2017년 11월 11일, 잠비아와의 2018년 FIFA 월드컵 예선 전에서 카메룬 축구 국가대표팀 데뷔 전을 치렀다.
그는 2022년 FIFA 월드컵을 앞두고 카메룬 축구 국가대표팀에 차출되었다. 2022년 11월 28일, 세르비아와의 조별 리그 경기에서, 그의 팀을 이끄는 첫 국제골을 기록했다.
2023년 12월 28일, 그는 2023년 아프리카 네이션스컵에 출전할 카메룬 선수 27명의 명단에서 선발되었다.

## 사생활
카스텔레토는 프랑스에서 이탈리아인 아버지와 카메룬인 어머니 사이에서 태어났다.

## 수상

### 구단
낭트
- 쿠프 드 프랑스 : 우승 (2021-22)[11]

### 국가대표팀
카메룬
- 아프리카 네이션스컵 : 3위 (2021)[12]